# Papás por encargo
Papás por encargo es una serie de televisión por internet de drama y comedia mexicana, producida por BTF Media para Disney+, protagonizada por Jorge Blanco, Michael Ronda y Lalo Brito. Se estrenó el 13 de julio de 2022.
El 31 de agosto de 2022, la serie se renovó para una segunda temporada, el 17 de octubre de 2023 se lanzó el trailer oficial. El 8 de noviembre se estrenó la segunda temporada.

## Sinopsis

### Temporada 1
En su decimotercer cumpleaños, California recibe un regalo inesperado: la llave de una camioneta. Ella recibe esto de su madre Itzel, quien misteriosamente desapareció hace muchos años y ahora quiere volver a ver California en Zacatecas. Los tres padres adoptivos de California, Miguel, Morgan y Diego, inicialmente no están de acuerdo con este plan, pero se dan cuenta de que haría feliz a California. Ahora con el objetivo de volver a unir a una madre y su hija, comienza una insólita odisea familiar.

### Temporada 2
Un año después del reencuentro entre California y su madre, Itzel, tras el arresto de Riquezes y Gamboa, así como la fuga de Patricio Sandoval, se acerca el juicio de los delincuentes en Ciudad de México. Después de un viaje por todo el país para reconectar y fortalecer la relación madre e hija, Itzel y California se dirigen a la capital mexicana. Allí se reencuentran con Morgan, Diego y Miguel, quienes han vivido diversas experiencias a lo largo del año, presentándose como «Los 3 covertores» y manteniendo viva la llama de la banda. Aunque los padres y California esperan que todos vuelvan a estar juntos como antes, Itzel tiene otros planes: desea llevarse a su hija a vivir a Oaxaca. Devastada por la idea de separarse nuevamente de sus adorados padres, California convence a su madre de unirse a una gira musical con Morgan, Diego y Miguel, con la esperanza de que cambie de opinión y comprenda que su lugar está con ellos en Ciudad de México. A medida que recorren lugares mágicos y viven aventuras inesperadas por todo México, California se da cuenta de que el plan no es tan fácil de llevar a cabo. Deberá confiar una vez más en el fuerte vínculo que comparten para lograr la familia unida que siempre soñó. 

## Elenco
- Jorge Blanco como Miguel Rosales [7]
- Michael Ronda como Morgan Jimenez[7]
- Lalo Brito como Diego[7]
- Farah Justiniani como California[7]
  - Valérie Camarena como California (niña)[7]
- Fátima Molina como Itzel[7]
- Itatí Cantoral como Maricarmen[7]
- Karla Farfán como Paulina[7]
- Mauricio Isaac como Patricio Sandoval[7]
- Alfonso Borbolla como Riquezes[7]
- Daniel Haddad como Gamboa[7]
- Martín Castro como Emilio[7]
- Giovanna Reynaud como Denisse[7]
- Santiago Torres como Neto[7]
- Hernán Mendoza como Gustavo[7]

## Temporadas y episodios
| Temporada | Temporada | Episodios | Episodios | Lanzamiento original   | Lanzamiento original   |
| --------- | --------- | --------- | --------- | ---------------------- | ---------------------- |
|           | 1         | 10        | 10        | 13 de julio de 2022    | 13 de julio de 2022    |
|           | 2         | 7         | 7         | 8 de noviembre de 2023 | 8 de noviembre de 2023 |

### Temporada 1 (2022)
| N.º en serie                                                                                        | N.º en temp. | Título        | Fecha de emisión original |
| --------------------------------------------------------------------------------------------------- | ------------ | ------------- | ------------------------- |
| 1                                                                                                   | 1            | «El regalo»   | 13 de julio de 2022       |
| California recibe un regalo que la invita a ir en busca de su madre junto a sus 3 papás adoptivos.  |              |               |                           |
| 2                                                                                                   | 2            | «El rescate»  | 13 de julio de 2022       |
| Mientras reparan la van rota, California rescata a una cerdita perdida y conocen al mago Neto.      |              |               |                           |
| 3                                                                                                   | 3            | «El secreto»  | 13 de julio de 2022       |
| Diego vuelve a la casa de sus padres y California descubre que no todo en su vida es como pensaba.  |              |               |                           |
| 4                                                                                                   | 4            | «La culpa»    | 13 de julio de 2022       |
| Sin dinero ni gasolina deben trabajar, en un pueblo inhóspito, si es que desean continuar el viaje. |              |               |                           |
| 5                                                                                                   | 5            | «El regreso»  | 13 de julio de 2022       |
| Arriban al destino pero lo que no saben es que, en Zacatecas, Itzel está más cerca de lo que creen. |              |               |                           |
| 6                                                                                                   | 6            | «La búsqueda» | 13 de julio de 2022       |
| En Zacatecas, Itzel rediseña un nuevo plan para encontrarse con su hija sin correr peligro.         |              |               |                           |
| 7                                                                                                   | 7            | «El cambio»   | 13 de julio de 2022       |
| Siguen rumbo tras la nueva pista de Itzel hacia un nuevo punto de encuentro: Baja California.       |              |               |                           |
| 8                                                                                                   | 8            | «La llegada»  | 13 de julio de 2022       |
| En Mazatlán, Itzel logra despistar a los villanos. Los padres no quieren despedirse de su hija.     |              |               |                           |
| 9                                                                                                   | 9            | «El enemigo»  | 13 de julio de 2022       |
| California se reencuentra con su mamá en Mazatlán. Finalmente la niña se despide de sus papás.      |              |               |                           |
| 10                                                                                                  | 10           | «El destino»  | 13 de julio de 2022       |
| California, Miguel e Itzel están atrapados, pero no todo está perdido, todavía los pueden rescatar. |              |               |                           |

### Temporada 2 (2023)
| N.º en serie                                                                                         | N.º en temp. | Título         | Fecha de emisión original |
| --- | ------------ | -------------- | ------------------------- |
| 11                                                                                                   | 1            | «La vuelta»    | 8 de noviembre de 2023    |
| Itzel quiere llevarse a California pero ella consigue una gira para volver a viajar con sus papás    |              |                |                           |
| 12                                                                                                   | 2            | «El nombre»    | 8 de noviembre de 2023    |
| La banda debe cambiar de nombre y California quiere que su mamá se una para no dejar a sus papás.    |              |                |                           |
| 13                                                                                                   | 3            | «Los amantes»  | 8 de noviembre de 2023    |
| California cree que su madre vivirá con ellos, si ayuda a Diego a conquistarla nuevamente.           |              |                |                           |
| 14                                                                                                   | 4            | «La discordia» | 8 de noviembre de 2023    |
| Mientras Itzel vuelve a CDMX, el regreso de Paulina hace que Diego se enoje con Morgan.              |              |                |                           |
| 15                                                                                                   | 5            | «El corazón»   | 8 de noviembre de 2023    |
| Mientras la banda discute, California escucha un mal consejo para impresionar al chico que le gusta. |              |                |                           |
| 16                                                                                                   | 6            | «La verdad»    | 8 de noviembre de 2023    |
| Cuando escapan a Campeche, California por fin le dice a su madre lo que siente de verdad.            |              |                |                           |
| 17                                                                                                   | 7            | «El hogar»     | 8 de noviembre de 2023    |
| Los tres papás deben encontrar a California antes de que sea demasiado tarde.                        |              |                |                           |

## Premios y nominaciones
| Lista de premios y nominaciones | Lista de premios y nominaciones       | Lista de premios y nominaciones                         | Lista de premios y nominaciones | Lista de premios y nominaciones | Lista de premios y nominaciones |
| Año                             | Organización                          | Categoría                                               | Nominado/a(s)                   | Resultado                       | ref                             |
| ------------------------------- | ------------------------------------- | ------------------------------------------------------- | ------------------------------- | ------------------------------- | ------------------------------- |
| 2022                            | Produ Awards                          | Mejor serie de comedia dramática                        | Papás por encargo               | Nominado                        | [ 8 ]                           |
| 2022                            | Produ Awards                          | Mejor apertura/cabezote/identidad/promoción de programa | Papás por encargo               | Nominado                        | [ 8 ]                           |
| 2022                            | Produ Awards                          | Mejor Tema Musical de serie                             | «vivo»                          | Nominado                        | [ 8 ]                           |
| 2022                            | Produ Awards                          | Mejor actriz/actor revelación                           | Farah Justiniani                | Nominada                        | [ 8 ]                           |
| 2022                            | Produ Awards                          | Mejor actor principal serie de comedia dramática        | Lalo Brito                      | Nominado                        | [ 8 ]                           |
| 2023                            | Kids' Choice Awards México            | Actor favorito                                          | Michael Ronda                   | Nominado                        | [ 9 ]                           |
| 2024                            | New York Festival's TV y Films Awards | Programa de entretenimiento familiar                    | Papás por encargo               | Ganador                         | [ 10 ]                          |
| 2024                            | Kids' Choice Awards México            | Actor favorito                                          | Michael Ronda                   | Ganador                         | [ 11 ]                          |
| 2024                            | Produ Awards                          | Mejor serie juvenil                                     | Papás por encargo               | Nominado                        | [ 12 ]                          |
| 2024                            | Produ Awards                          | Mejor tema musical de serie y miniserie                 | «Que no quede huella»           | Nominado                        | [ 12 ]                          |
| 2024                            | Produ Awards                          | Mejor actor protagónico infanto/juvenil                 | Michael Ronda                   | Ganador                         | [ 13 ]                          |
| 2025                            | Rose d'Or Latinos                     | Infantil                                                | Papás por encargo               | Nominado                        | [ 14 ]                          |

## Bandas sonoras
- Papás por encargo (banda sonora) (2022)
- Papás por encargo 2 (banda sonora) (2023)